# Área de conservación e importancia ecológica Ñembi Guasu
El Área de conservación e importancia ecológica Ñembi Guasu, también conocido simplemente como Ñembi Guasu, es un área de conservación de Bolivia, su nombre en guaraní significa “el gran escondite”. Fue creada en 2019 a través de la  Ley de Consolidación y Establecimiento de Límites del Área de Conservación e Importancia Ecológica Ñembi Guasu en el Territorio Autónomo Indígena de Charagua. El Territorio Indígena Charagua Iyambae se encuentra en el Chaco boliviano, considerado el ecosistema de bosque seco más grande del mundo. Según las características fisiográficas presenta tres zonas:
- Zona subandina
- Zona de transición o piedemonte
- Llanura chaqueña

## Historia
En 2019, el incendio forestal en Bolivia afectó una gran parte del área de conservación.
En octubre de 2024, el gobernador del departamento de Santa Cruz, Mario Aguilera, sostuvo una reunión con el gobernador de Alto Paraguay, Arturo Méndez, con el objetivo de tratar el progreso de un proyecto carretero que atravesaría el área protegida de Ñembi Guasu. Esto causó que la comunidad ayorea y la Central Ayorea Nativa del Oriente Boliviano (Canob) rechazaran rotundamente la construcción de la carretera, arguyendo que amenazaría a sus territorios ancestrales, a los pueblos en aislamiento voluntario y a una biodiversidad única. Además, advirtieron que el proyecto provocaría deforestación, caza y tala ilegales, desplazamiento cultural y colapso ecológico, todo sin una consulta adecuada a los pueblos indígenas. Igualmente, la instancia máxima de decisión del gobierno indígena guaraní de Charagua Iyambae manifestó su rechazo a la propuesta de construcción del proyecto carretero.
En junio de 2025, la Canob denunció que la Asamblea Legislativa Departamental de Santa Cruz promueve una ley para construir la carretera que atravesaría Ñembi Guasu. La organización rechazó nuevamente el proyecto por fragmentar el área protegida y señaló que la carretera cuenta con el apoyo de autoridades de Paraguay y empresarios agroganaderos.

## Características
El área de conservación fue declarada como tal en el marco de las atribuciones de la entidad autónoma indígena Charagua, que es el espacio vital de la nación ayorea que se mantiene en aislamiento voluntario. Tiene una extensión de 1 204 635 hectáreas (12 046,4 km²) y es la segunda más grande de Bolivia, se halla cerca de la población de Roboré y es fronteriza con el Paraguay.
Junto a los parques nacionales de Otuquis y Kaa Iya forman una continuidad en la ecorregión chaqueña.

### Fauna
El área de conservación es el hábitat de al menos 50 especies de mamíferos, 300 especies de aves, al menos a 80 especies de herpetofauna y cerca de 60 especies de micromamíferos.
Algunas de las especies que conforman la fauna del lugar son:
- Jaguar (Panthera onca)
- Puma (Puma concolor)
- Mono nocturno (Aotus azarae)
- Oso hormiguero (Tamandua tetradactyla)